# Кукушкина, Александра Тимофеевна
Алекса́ндра Тимофе́евна Куку́шкина (5 мая 1924 — 13 октября 2012) — советский и российский профессор, кандидат филологических наук, языковед. Автор научных работ по языкознанию, словообразованию, морфологии и синтаксису западногерманских языков.

## Биография
Родилась в 1924 году в Ставропольском крае. В 1940 году она поступает в Ставропольский государственный педагогический институт. После его окончания в 1946 году становится заведующей кафедрой немецкого языка, затем деканом факультета романо-германских языков Ставропольского государственного педагогического института иностранных языков.
В 1959 году Александра Кукушкина оканчивает аспирантуру при 1-м МГПИИЯ им. М. Тореза и после неё начинает свою трудовую деятельность в Горьковском государственном педагогическом институте иностранных языков им. Н. А. Добролюбова. В 1960—1965 годах была деканом факультета немецкого языка. В 1962 году защитила диссертацию на соискание ученой степени кандидата филологических наук, и в 1964 году ей присваивают ученое звание доцента.
В 1973 году А. Т. Кукушкина становится проректором по научной работе ГГПИИЯ им. Н. А. Добролюбова. В 1989 году ей присваивают ученое звание профессора.
Умерла 13 октября 2012 в Нижнем Новгороде. Похоронена Александра Тимофеевна на Нижегородском (Федяковском) кладбище (Новая территория — 11 квартал).

## Достижения
Александра Кукушкина подняла на новую ступень научно-исследовательскую работу в институте. Она осуществляла руководство комплексными темами НИР, работой аспирантуры, деятельностью научно-методического совета института, филологического общества и совета молодых ученых. На протяжении многих лет она руководила научным направлением «Функциональный подход к изучению проблем номинации в современном немецком языке» и «Профессионально-педагогическая направленность в обучении иностранным языкам» при Министерстве образования РСФСР и СССР. Кукушкина активно сотрудничала с научными школами вузов РФ и всегда охотно выступала оппонентом по защите кандидатских диссертаций, рецензентом учебников, научных работ соискателей ученых степеней и званий, читала лекции по приглашению российских и германских вузов.
Коллеги и студенты с большим теплом отзываются о ней:
«Более 60 лет А. Т. Кукушкина проводит активную учебнометодическую и научную деятельность, являясь не только прекрасным преподавателем, хорошо владеющим немецким языком и методикой преподавания иностранных языков, но и многогранным ученым и отличным организатором… Профессор А. Т. Кукушкина — опытный воспитатель научных кадров высшей квалификации. Многие вузы страны обязаны А. Т. Кукушкиной своими лучшими учеными и педагогами. Под её научным руководством выполнили диссертационные исследования более 80 аспирантов (только за последние 5 лет — 9 аспирантов), практически все из них успешно защитили диссертации и работают в различных вузах России, продолжая традиции научной школы своего научного руководителя.»

ВЕСТНИК НГЛУ. Выпуск 7. Ж. В. Никонова
«…Александра Тимофеевна была у нас деканом факультета, преподавала теоретическую грамматику. Мы уважали её. Она была отличным преподавателем. Требовательная и справедливая»…" (Роза Смирнова).

## Научные работы
Научные интересы А. Т. Кукушкиной были разносторонни. Среди них как проблемы словообразования, морфологии и синтаксиса, функциональной грамматики, методики обучения иностранным языкам, так и вопросы общего языкознания. Ею было опубликовано свыше 100 научных работ, среди них монографии и учебники. В числе её работ:
- Функциональные аспекты языка: традиции и перспективы
- Цветообозначения в современном немецком языке (человек и части его тела): монография
- Об ограничении сочетательных потенций цветовых прилагательных с существительными-соматизмами
- Многозначность и перенос наименования — важнейшие приемы экономии словесных средств (Горький, 1967)
- Теоретическая грамматика немецкого языка (Нижний Новгород, 1995)
- Теоретическая грамматика немецкого языка (Нижний Новгород, 2004)
- Компоненты предполья в сочетании с NICHT
- Статья: Синкретизм коммуникативных видов предложения в современном немецком языке

## Награды
За большие достижения в научно-исследовательской и учебно-методической работе А. Т. Кукушкина была награждена государственными и ведомственными наградами:
- Орден «Дружбы народов»
- Медаль ордена «За заслуги перед отечеством» II степени
- Медаль «Ветеран труда»
- Медаль К. Д. Ушинского
- Медаль А. С. Макаренко
- Почетные звания «Отличник просвещения СССР»
- «Отличник народного просвещения РСФСР»
- «Почетный профессор НГЛУ»